# Nagylak megállóhely
Nagylak megállóhely egy Csongrád-Csanád vármegyei vasúti megállóhely, Nagylak településen, a MÁV üzemeltetésében. A megállóhely jegypénztár nélküli, nincs jegykiadás, a menetjegy vásárlási lehetőség 2003. december 9-től szűnt meg. A település belterületének nyugati részén található, közvetlenül a 4451-es út mellett, közúti elérését az az út biztosítja.
Nagylak egyetlen 19. századi épülete a korábbi vasútállomás, mely irodából, főnöki és pályafönntartási irodából valamint két váróból állt, három szolgálati lakás is tartozott hozzá.

## Vasútvonalak
Az állomást az alábbi vasútvonalak érintik:
- Kétegyháza–Újszeged-vasútvonal

## Kapcsolódó állomások
A vasútállomáshoz az alábbi állomások vannak a legközelebb:
- Magyarcsanád megállóhely (Kétegyháza–Újszeged-vasútvonal)
- Nagylaki Kendergyár megállóhely (Kétegyháza–Újszeged-vasútvonal)

## Forgalom
| Járat        | Útvonal | Gyakoriság |
| ------------ | --- | ---------- |
| személyvonat | Békéscsaba – Kétegyháza – Bánkút – Medgyesegyháza – Magyarbánhegyes – Mezőkovácsháza felső – Mezőkovácsháza – Végegyháza – Végegyháza alsó – Belsőkamaráspuszta – Mezőhegyes – Csanádpalota – Nagylaki Kendergyár – Nagylak – Magyarcsanád – Apátfalva – Makó – Kiszombor megálló – Kiszombor – Deszk – Szőreg – Újszeged | Napi 2 pár |